# つくば市立筑波西中学校
つくば市立筑波西中学校（つくばしりつ つくばにしちゅうがっこう）は、茨城県つくば市作谷にあった公立中学校。つくば百合ヶ丘学園（つくばゆりがおかがくえん）として、田水山小学校・作岡小学校・菅間小学校と連携型小中一貫教育を実施していた。2015年（平成27年）度の学校基本調査によると生徒は8学級186人、教職員は兼務者を含めて23人。
子供の数の減少により、つくば紫峰学園とつくば百合ヶ丘学園を構成する7小学校2中学校を統合した秀峰筑波義務教育学校がつくば市役所筑波庁舎の跡地に設置され、2018年（平成30年）3月31日に閉校した。

## 沿革
- 1966年（昭和41年） - 筑波町立西中学校を設置[4]。
- 1967年（昭和42年） - 筑波町立筑波西中学校に改称、校舎完成[4]。
- 1988年（昭和63年） - つくば市立筑波西中学校に改称[4]。
- 2003年（平成15年）3月6日 - 柔剣道場完成[5]
- 2004年（平成16年）3月17日 - 体育館改築完成[6]
- 2012年（平成24年）4月1日 - 小中一貫教育を開始[7]
- 2018年（平成30年）3月31日 - 閉校。

閉校後
- 2019年（令和元年）11月6日 - 笑ってはいけないシリーズでロケーション撮影が行われる。2019年12月31日放送。[要出典]
- 2021年（令和3年）4月 - 校舎を再活用して、角川ドワンゴ学園によりS高等学校が開校する[8]。

## 部活動

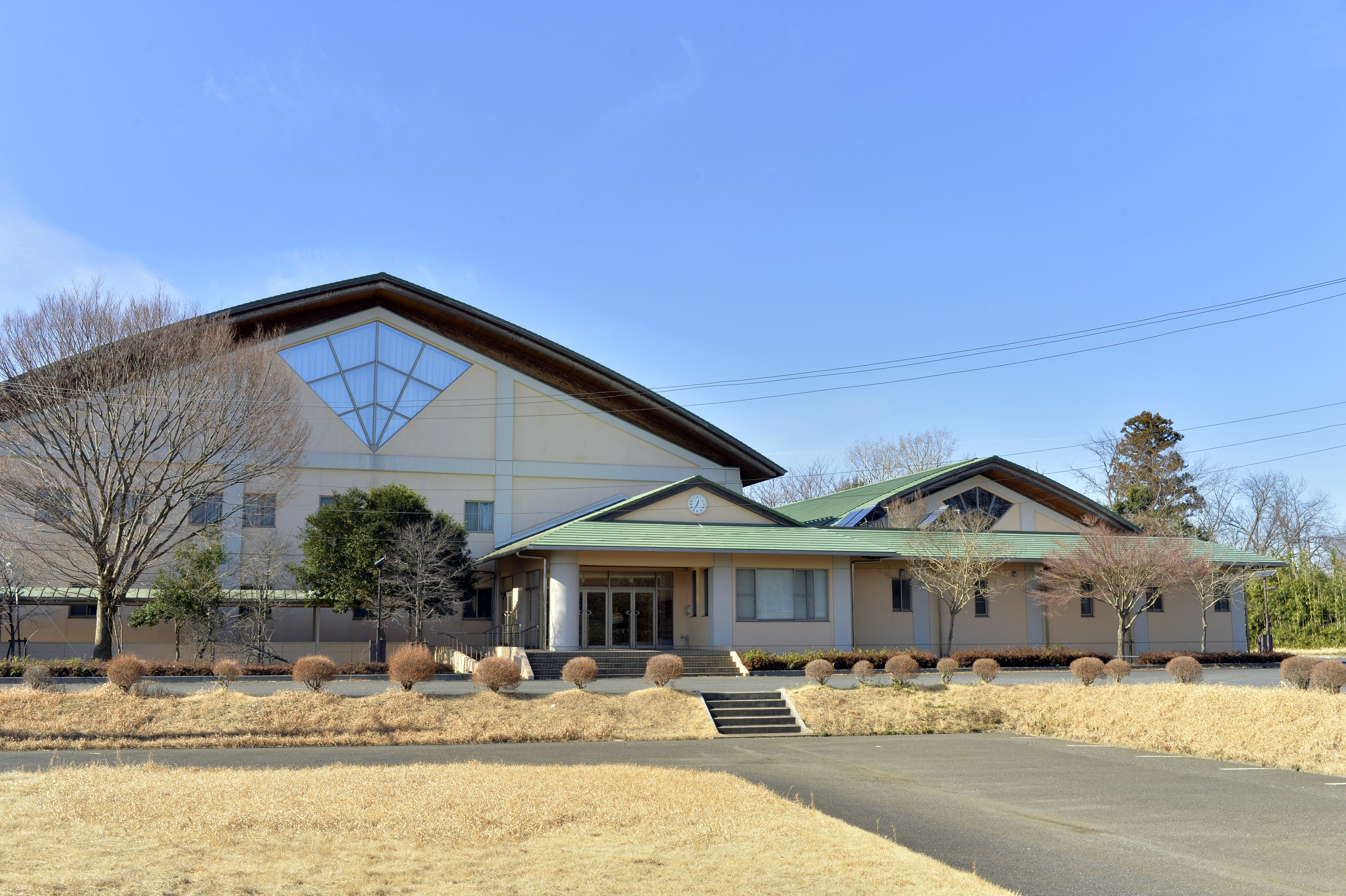
屋内運動場（体育館）

- 1989年（平成元年）8月23日 - 男子バスケットボール部が全国中学校バスケットボール大会にて優勝。

## 学区
田水山小学校区、作岡小学校区、菅間小学校区
- 田水山小学校区である田中・水守・山木・和台・上沢・田水山[9]。

- 作岡小学校区である作谷・安食・寺具・明石[9]。

- 菅間小学校区である中菅間・上菅間・洞下・池田・高野原新田・磯部[9]。

## 校歌
筑波西中学校校歌
作詞は古宇田ふみ
作曲は天井正

## 著名な出身者
- 平岡富士貴（元バスケットボール選手、現新潟アルビレックスBBヘッドコーチ）